# 7954 Kitao
7954 Kitao è un asteroide della fascia principale. Scoperto nel 1993, presenta un'orbita caratterizzata da un semiasse maggiore pari a 2,6101338 UA e da un'eccentricità di 0,1869234, inclinata di 13,96131° rispetto all'eclittica.